# مات جونسون (عازف جاز)
مات جونسون (بالإنجليزية: Matt Johnson)‏ هو عازف جاز بريطاني، ولد في 3 فبراير 1969 في بورنموث في المملكة المتحدة.

## وصلات خارجية
- مات جونسون على موقع ميوزك برينز (الإنجليزية)
- مات جونسون على موقع ديسكوغز (الإنجليزية)